# Бокщанин, Владимир Францевич
Владимир Францевич Бокщанин (1879—?) — русский военный  деятель, полковник (1915). Герой Первой мировой войны.

## Биография
Родился в семье польского дворянина, генерал-лейтенанта Франца Викентьевича Бокщанина.
В 1897 году после окончания Второго кадетского корпуса вступил в службу. В 1898 году после окончания  Павловского военного училища произведён в подпоручики и выпущен в Варшавский 184-й пехотный полк. В 1899 году переведён в гвардию с производством в подпоручики гвардии и определением в Литовский лейб-гвардии полк. В 1903 году произведён в поручики гвардии, в 1907 году в штабс-капитаны гвардии, в 1911 году в капитаны гвардии.

С 1914 года участник Первой мировой войны, подполковник, штаб-офицер 8-го стрелкового полка. С 1915 года полковник, командир 317-го Дрисского пехотного полка. Высочайшим приказом от 26 сентября 1916 года за храбрость награждён Георгиевским оружием: 
За отличия мужества и храбрости проявленные будучи командиром 317-го пехотного Дрисского полка в боях против немецкой неприятельской армии
После Октябрьской революции, служил в польской армии, начальник штаба генерального округа Кельце. С 1918 года командир 27-го пехотного полка. С 1923 года командир укрепленного лагеря Бреста.

## Награды
- Орден Святого Станислава 3-й степени (ВП 1909)
- Орден Святого Станислава 2-й степени с мечами (ВП 03.03.1915)
- Орден Святой Анны 4-й степени «За храбрость» (ВП 01.11.1914)
- Орден Святого Владимира 4-й степени с мечами и бантом (ВП 01.05.1915)
- Орден Святой Анны 2-й степени с мечами (ВП 05.05.1915)
- Орден Святого Владимира 3-й степени с мечами  (ВП 08.12.1915)
- Монаршее Благоволение (ВП 28.02.1916)
- Георгиевское оружие (ВП 26.09.1916)